# قشلاق خياللو (قشلاق أهر)
قشلاق خياللو (بالفارسية: قشلاق خیاللو) هي منطقة سكنية تقع في إيران في قسم قشلاق الریفي. يقدر عدد سكانها بـ 44 نسمة .